# مسجد تشانغشا
مسجد تشانغشا (بالصينية المبسطة:清真寺)، هو مسجد يقع على جبل هويلونج في منطقة تيانكسين [الإنجليزية] في تشانغشا في مقاطعة خونان في الصين. مسجد تشانغشا هو مقر جمعية تشانغشا الإسلامية.

## تاريخ
بني مسجد تشانغشا في عام 1711 على يد رجال أعمال من مقاطعات خنان وشنشي في عهد سلالة تشينغ الحاكمة وأطلق عليه اسم (كيسي).
في عام 1918، تبرع رجال  أعمال من نانجينغ ببناء مدرسة إلى الجنوب من المسجد.
في عام 1938، نشب حريق أدى إلى دمار معظم مبنى المسجد. ثم اعاد المسلمين المحليين  بناءه.
أثناء الثورة الثقافية، أحرق الحرس الأحمر القرآن الذي كتبه إمام قديم للمسجد.
في عام 1985، خصصت حكومة تشانغشا 0.85 مليون يوان صيني لبناء مسجد جديد على جبل هويلونج في منطقة تيانكسين [الإنجليزية].

## العمارة
بني المسجد على طراز العمارة الإسلامية على مساحة 3948 مترًا مربعًا (0.976 فدانًا) بما في ذلك 1400 متر مربع (0.35 فدان) من المساحة المبنية، ويتكون من قاعة للصلاة وجناح ومرافق أخرى. قاعة الصلاة عبارة عن مبنى من ثلاثة طوابق.